# Acacia subdimidiata
Acacia subdimidiata é uma espécie de leguminosa do gênero Acacia, pertencente à família Fabaceae.